# Dominicaines de Notre Dame du Rosaire et de Sainte Catherine de Sienne
Les Dominicaines de Notre Dame du Rosaire et de Sainte Catherine de Sienne forment une congrégation religieuse féminine enseignante de droit pontifical fondée en 1928 par l'union de plusieurs monastères d'origine irlandaise. 

## Histoire
Les origines de la congrégation remontent au premier monastère de moniales dominicaines fondé en 1644 à Galway en Irlande. Après la réforme protestante, elles s'exilent pour se mettre en sécurité dans des couvents d'Europe. Elles reprennent la vie commune à Dublin en 1717, dans un ancien monastère bénédictin puis s'installent en 1819 à Cabra (en) dans la banlieue de Dublin. La même année, elles ouvrent une école pour les filles pauvres puis une autre pour les filles sourdes en 1846. Plus tard, elles ouvrent aussi des pensionnats.
Dans les années 1860, la communauté envoie des sœurs dans d'autres régions d'Irlande et à l'étranger (Afrique du Sud, États-Unis, Australie, Nouvelle-Zélande). En 1866, Thérèse de Saldanha (1837-1916) se forme chez elles à la vie religieuse avant de fonder les dominicaines de Sainte Catherine de Sienne du Portugal.
En 1928, le Saint-Siège approuve l'union des maisons autonomes de Cabra, Blackrock, Dún Laoghaire, Wicklow et Belfast et des maisons qui en dépendent. Un institut centralisé est formé sous le nom de Notre-Dame du Rosaire et Sainte Catherine de Sienne. D'autres monastères décident de maintenir leur autonomie ce qui donne naissance à de nouvelles congrégations dont les Dominicaines de la Nouvelle-Zélande qui forment une congrégation indépendante en 1933, avec la maison-mère à Dunedin. À l'union de Cabra, s'ajoute 18 couvents de la congrégation sud-africaine (1937), le monastère Bom Sucesso de Lisbonne (1955), celui de la Nouvelle-Orléans (1971) et Galway avec sa branche de Buenos Aires (1971).

## Activité et diffusion
Les sœurs se consacrent à l'enseignement, dont celle des sourds. 
Elles sont présentes en:
- Europe : Irlande, Portugal.
- Amérique : Argentine, Bolivie, Brésil, États-Unis.
- Afrique : Afrique du Sud.

La maison-mère est à New York.
En 2017, la congrégation comptait 253 sœurs dans 33 maisons.